# Ваккер (Відень)
Спорти́вний клу́б «Ваккер» Ві́день (нім. Sportklub Wacker Wien) — австрійський футбольний клуб, заснований у 1907 році. В 1971 році об'єднався з віденською «Адмірою» в клуб «Адміра-Ваккер».

## Досягнення
- Чемпіон Австрії: 1947
- Віце-чемпіон Австрії: 1939, 1940, 1941, 1948, 1951, 1953, 1956
- Віце-чемпіон Австрії: 1945 [1]
- Третій призер чемпіонату Австрії: 1946, 1950, 1954
- Фіналіст кубка Мітропи: 1951
- Володар кубка Австрії: 1947
- Фіналіст кубка Австрії: 1923

## Статистика
| Сезони | Матчі | Перемоги | Нічиї | Поразки | Різниця м'ячів | Очки |
| ------ | ----- | -------- | ----- | ------- | -------------- | ---- |
| 52     | 1153  | 472      | 245   | 436     | 2487 — 2228    | 1189 |

## Найкращий бомбардир чемпіонату Австрії
- 1 — Ріхард Броузек: 1955 (31 гол)

## Відомі гравці

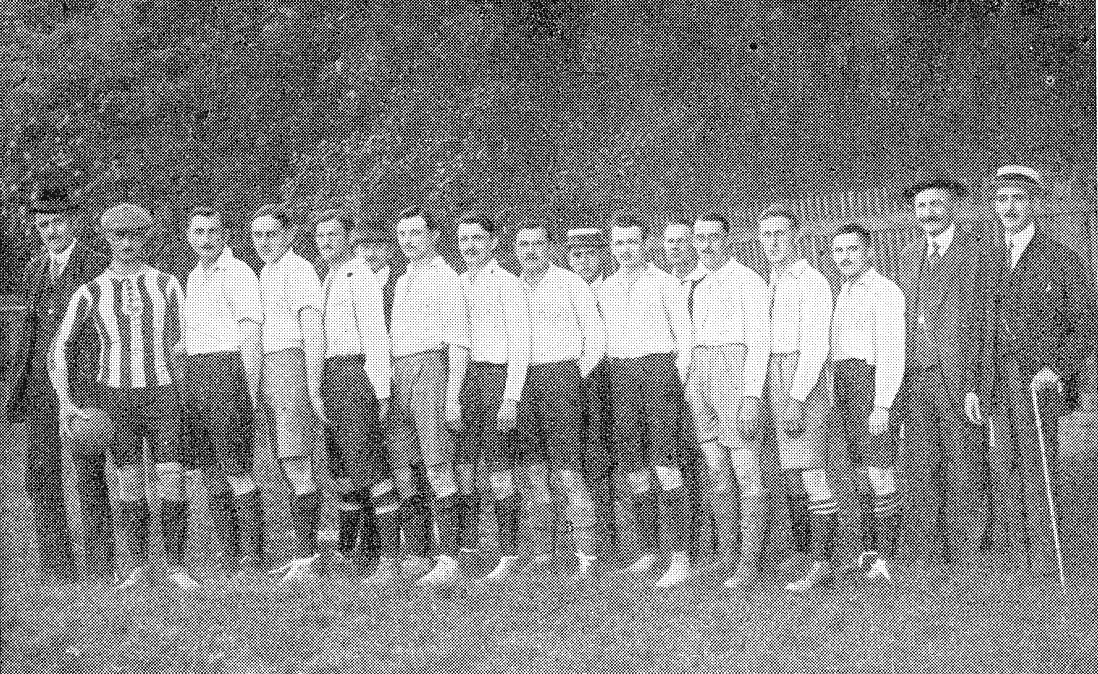
«Ваккер у 1909 році

- Карл Раппан (1924—1928) — півзахисник, один з найкращих тренерів світового футболу.
- Карл Цішек (1926—1946) — гравець основи «вундертиму».
- Теодор Вагнер (1941—1957) — третій призер ЧС-1954.
- Вільгельм Ганеманн (1945—1952) — за збірну Австрії 14 матчів (2 голи), за збірну Німеччини — 23 (16).